# Kittie Doswell
Kittie Doswell of Kitty Doswell (14 april 1939 - 1 mei 2011) was een Amerikaanse rhythm & blues-, soul- en jazzzangeres.
Als platenartieste was Kittie Doswell actief in de jaren zestig en zeventig en sommige platen zijn collector's items. Begin jaren zestig nam ze onder meer vier singles op met het combo van Ray Johnson, dit onder de naam Kittie ""Miss Soul" Doswell. Begin jaren zeventig zong ze een aantal nummers op opnames van the Night Blooming Jazzmen, een groep van Leonard Feather. Later vervolgde ze haar loopbaan buiten de muziek, zo werkte ze als balsemer in Glendale en had ze een baan bij de Food and Drug Administration.
Doswell overleed aan de gevolgen van longkanker.